# Latitudinarismus
Der Begriff Latitudinarismus (Adjektiv: latitudinarisch) stammt vom englischen Wort latitude ab, das Breite bedeutet. Er umschreibt das Ethos der Kirche von England im späten 17. und 18. Jahrhundert.
Von John Tillotson (1630–1694) bis William Paley (1743–1805) können die meisten führenden Theologen dieser Zeit in England zu der latitudinarischen Schule gezählt werden. Der Latitudinarismus war geprägt von einer toleranten und irenischen Haltung. Das bedeutete Verzicht auf Gleichförmigkeit in Fragen des Glaubens und der religiösen Praxis, Abkehr von der Kontroverstheologie und religiösem Fanatismus und eine liberale, rationalistische Theologie. 
Der Ausdruck latitudinarisch wurde auch als Schimpfwort gebraucht. Dann war gemeint, dass jemand willens war, sein Gewissen zu dehnen, um einen persönlichen Vorteil zu erlangen.
Der Latitudinarismus wird in der Überschrift des Paragraphen 3 des Syllabus errorum aufgeführt.